# Izvoarele (okręg Teleorman)
Izvoarele – wieś w Rumunii, w okręgu Teleorman, w gminie Izvoarele. W 2011 roku liczyła 2578 mieszkańców.